# Selim Nurudeen
Selim Nurudeen (né le 1er février 1983) est un athlète nigérian, spécialiste du 110 m haies.

## Carrière
Son meilleur temps était de 13 s 55 réalisé à Joensuu en août 2010. Médaillé d'argent aux Championnats d'Afrique de 2010, il est sélectionné pour représenter l'Afrique sur 110 mètres haies lors de la Coupe continentale d'athlétisme 2010, où il prendra finalement la 5e place.

### Palmarès
| Année | Compétition            | Lieu        | Résultat | Performance |
| ----- | ---------------------- | ----------- | -------- | ----------- |
| 2006  | Championnats d’Afrique | Bambous     | 5e       | 14 s 32     |
| 2007  | Jeux africains         | Alger       | 1er      | 13 s 59     |
| 2008  | Championnats d’Afrique | Addis-Abeba | 3e       | 14 s 27     |
| 2010  | Championnats d’Afrique | Nairobi     | 2e       | 13 s 83     |
| 2010  | Coupe continentale     | Split       | 5e       | 13 s 76     |
| 2011  | Jeux africains         | Maputo      | 2e       | 13 s 61     |
| 2012  | Championnats d'Afrique | Porto-Novo  | 2e       | 13 s 68     |